# Ларго (Софія)

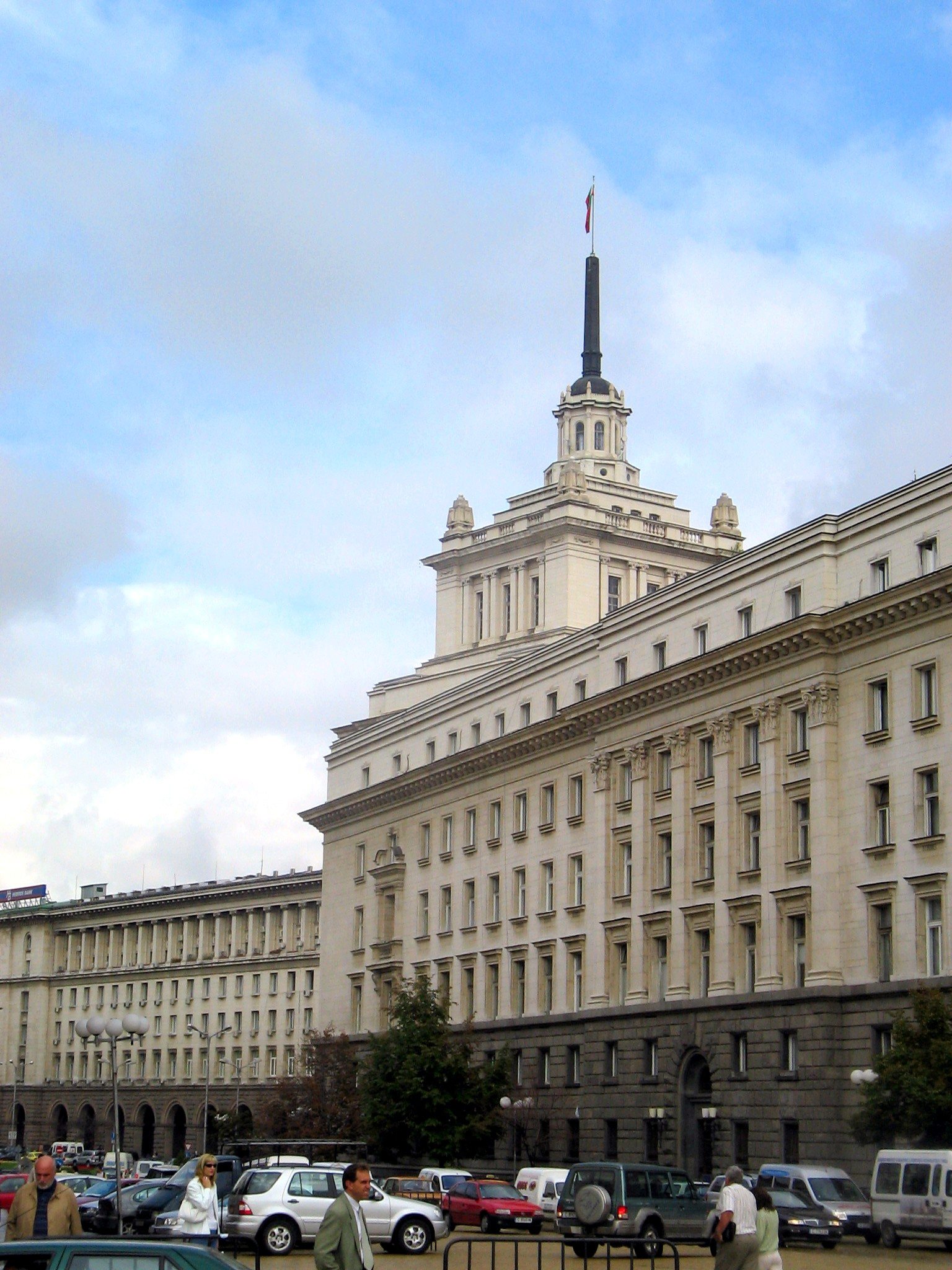
Вид на Ларго зі сходу

Ларго (болг. Ларго, скорочено від Ларгото) — архітектурний ансамбль з трьох будівель в стилі сталінського ампіру в центрі Софії, столиці Болгарії, спроектований і побудований в 1950-х як новий центр міста. Сьогодні він вважається одним з кращих прикладів сталінської архітектури в Південно-Східній Європі, а також однією з головних визначних пам'яток Софії.
Ансамбль складається із колишнього Партійного будинку (колишня штаб-квартира нині неіснуючої болгарської Комуністичної партії), що знаходиться в центрі ансамблю і зараз використовується як адміністративна будівля Народних Зборів Болгарії, і двох будівель по сторонах: в одному зараз розміщується ЦУМ і Рада Міністрів Болгарії, а інше зайняте резиденцією Президента, готелем «Балкани» і Міністерством освіти.

## Історія

### Створення
Рада Міністрів Болгарії у 1951 році видала указ з приводу будівництва Ларго. Багато будівель в центрі міста, які постраждали від бомбардування Софії у Другій Світовій війні, були знесені восени 1952 року щоб почати будівництво нової будівлі. Партійний будинок, колись увінчаний червоною зіркою на шпилі, був розроблений командою під керівництвом архітектора Петсі Златева і відкритий в 1955 році. Місце колишних офісів Міністерства електрифікації зайняла Державна Рада. Адміністрація Президента, роботи Петсо Златева, Петра Загорського та інших архітекторів, була добудована наступного року, а частина будівлі з ЦУМом, спроектована групою архітекторів під керівництвом Кости Ніколова, завершена в 1957 році. Фонтан між адміністрацією президента і старим Національним археологічним музеєм був створений в 1958 році. На Ларго стояв пам'ятник Володимиру Леніну, який пізніше був вилучений і замінений Святою Софією в 2000 році.
Вимощена бруківкою площа навколо ансамблю називається площею Незалежності. Майдан Незалежності утворений на перетині бульвару князя Олександра Дондуков і бульвару царя визволителя, зливаючись на сході і продовжуючись як бульвар Тодора Александрова на захід від Ларго.

### Реконструкція
Після демократичних змін 1989 року, символи комунізму були видалені, а самим символічним актом стало зняття червоної зірки зі шпилю колишнього Партійного будинку за допомогою вертольота і його заміна на прапор Болгарії. У 1990-х роках лунали пропозиції перебудувати колишній Партійний будинок, який іноді сприймається як нав'язування залишків минулої ідеології, шляхом введення більш сучасних архітектурних елементів. Згідно з новим архітектурним планом Софії, Майдан Незалежності було реконструйовано. Газон і прапори в центрі були замінені скляними кришками на підлозі, щоб було видно руїни стародавнього Фракійского і Римського міста Сердика, зробивши площу туристичною пам'яткою. Два переходи, один перед Партійним будинком, а інший біля середньовічної церкви Св. Петки, було з'єднано, що полегшило підхід до довколишніх станцій метро.

## Галерея

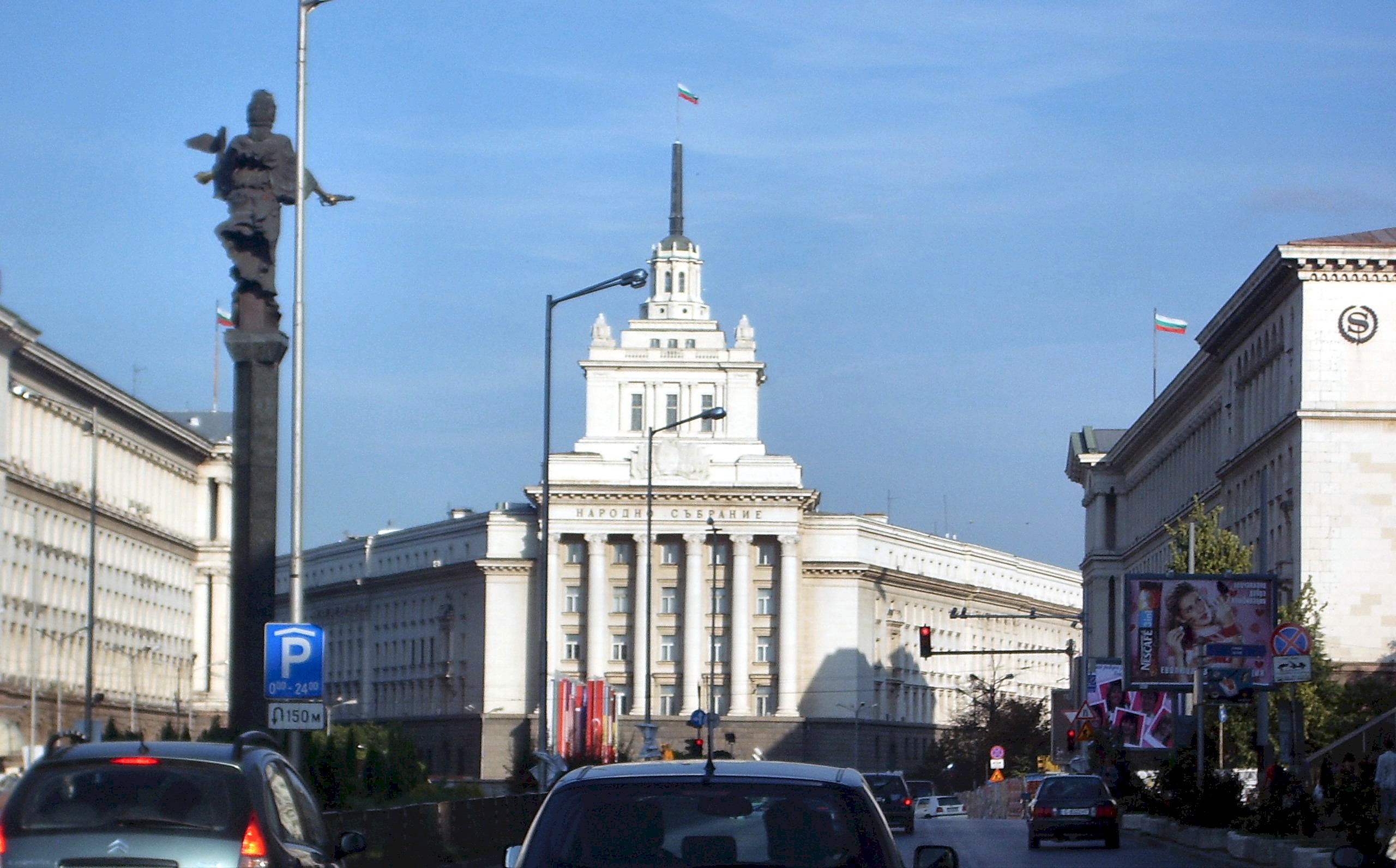
ЦУМ (ліворуч), колишній Партійний будинок (в центрі) і Президентський палац (праворуч)
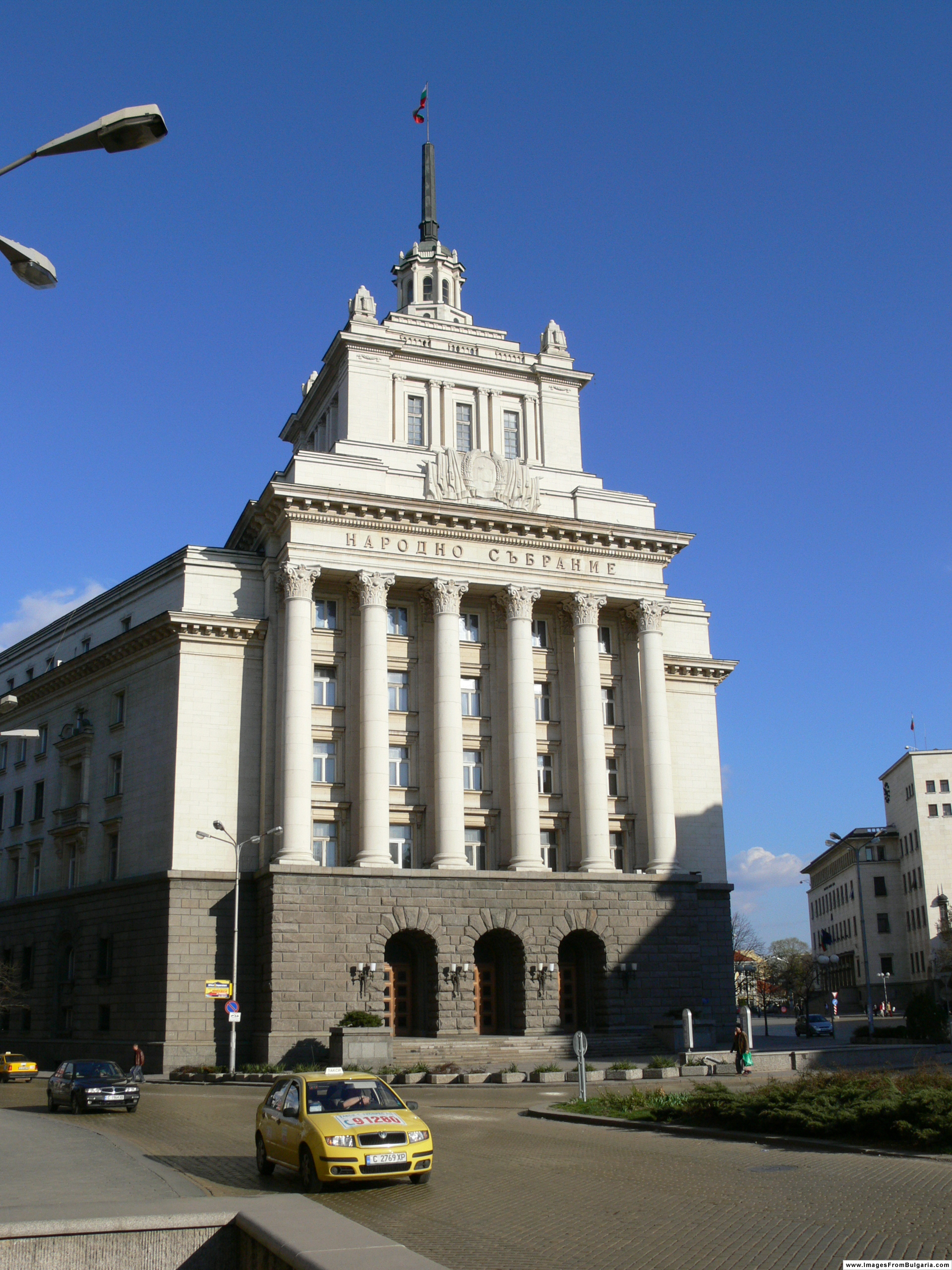
Колишній Партійний будинок
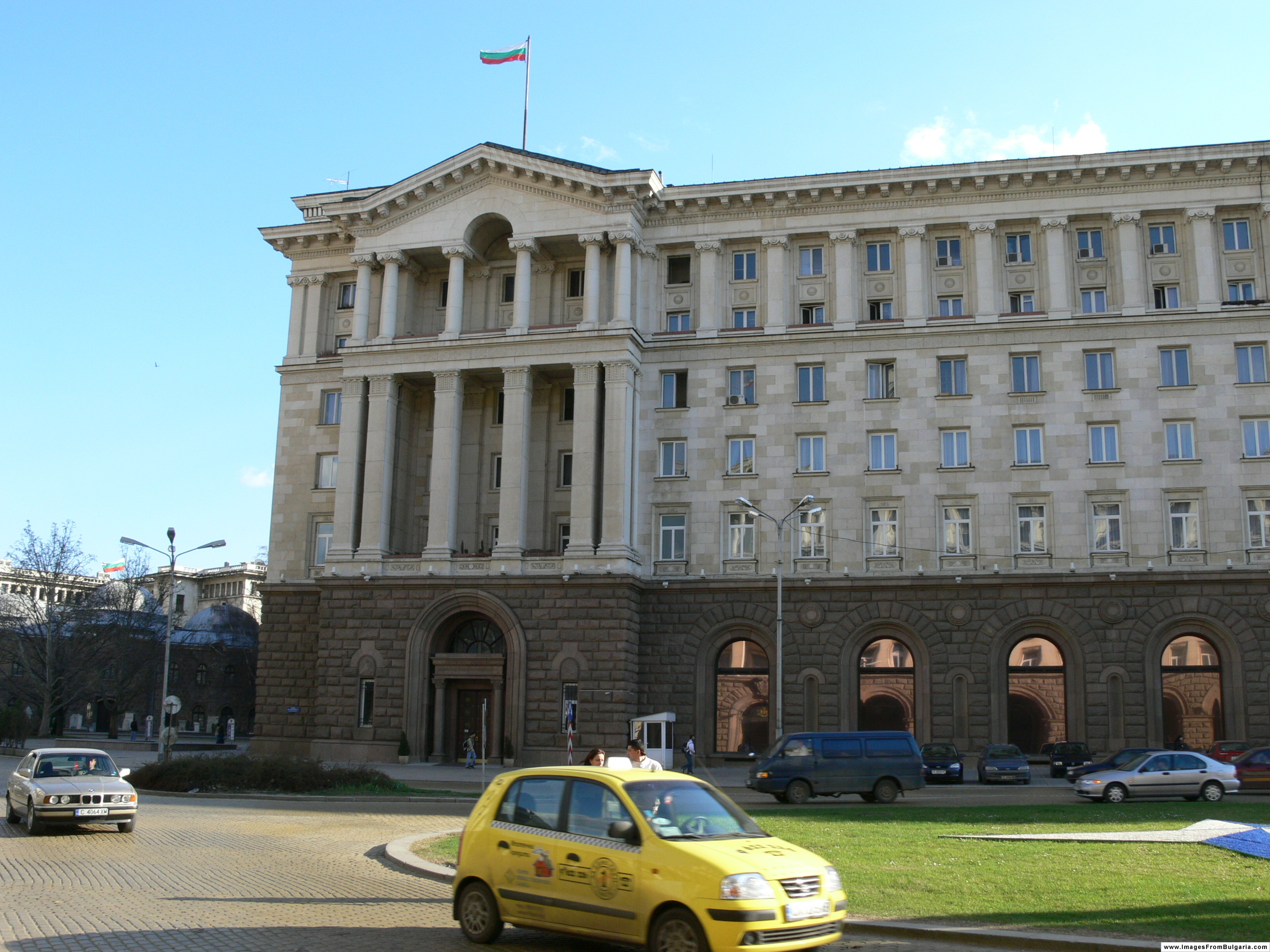
Президентський палац
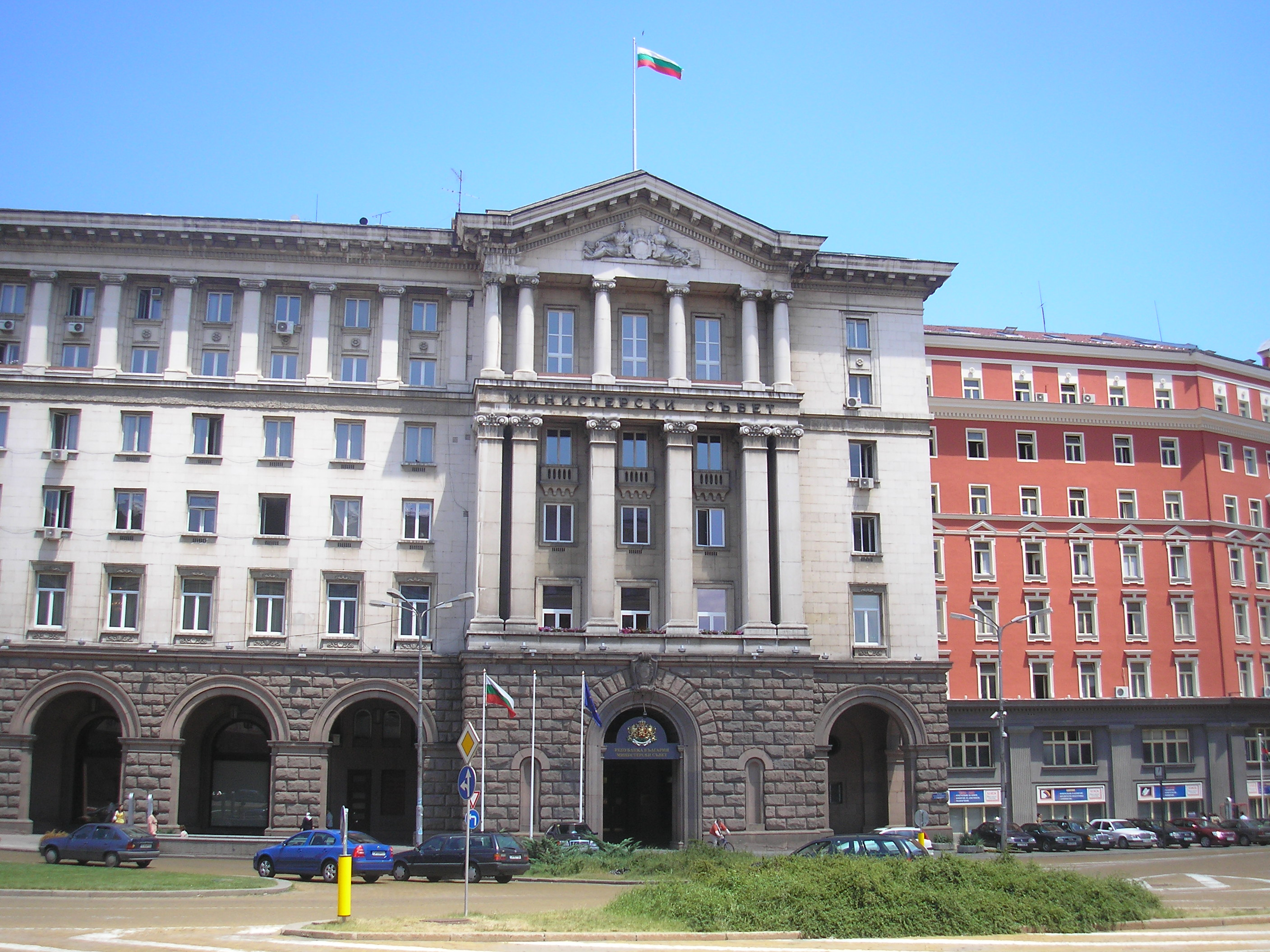
Рада міністрів
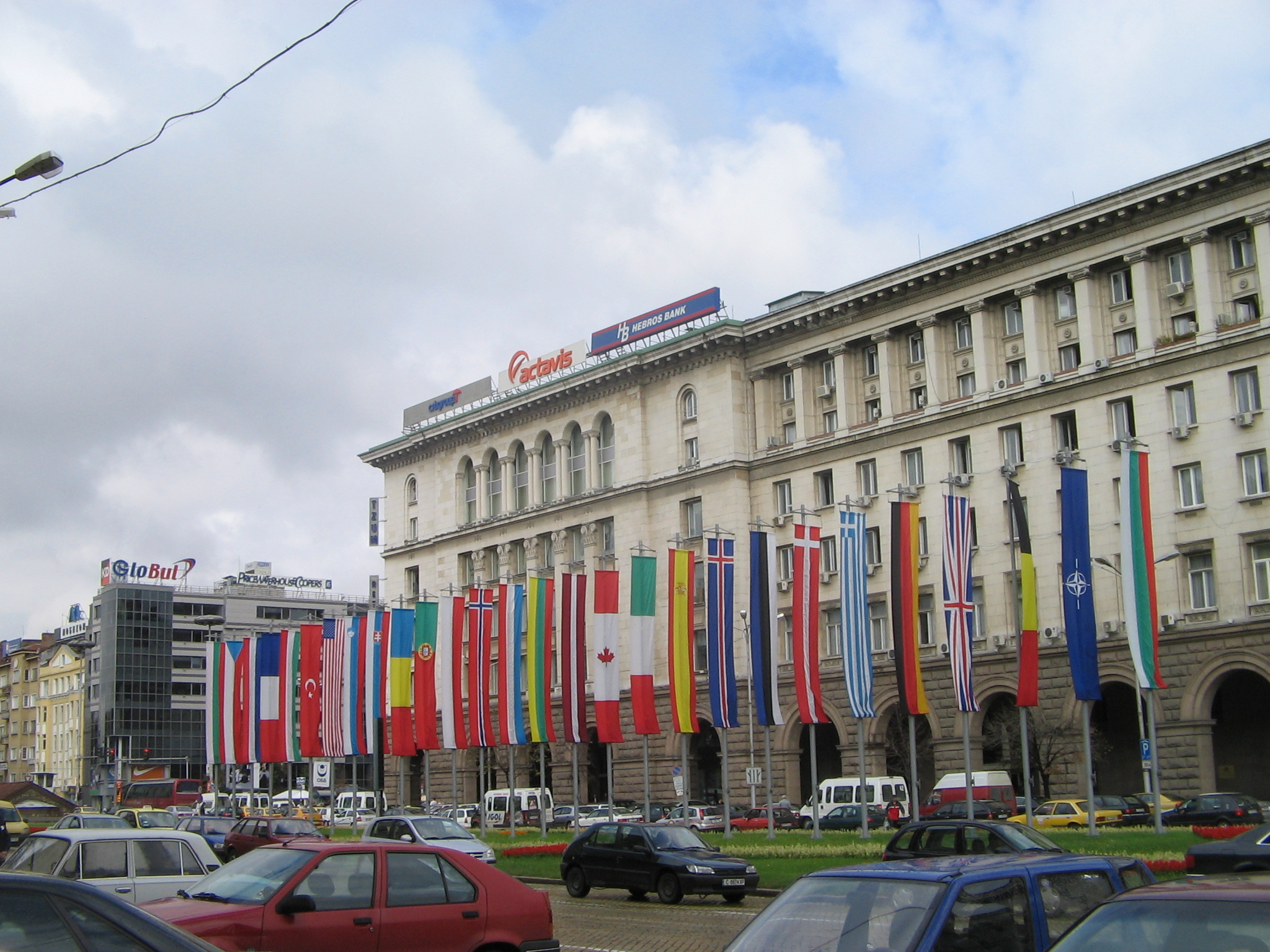
ЦУМ
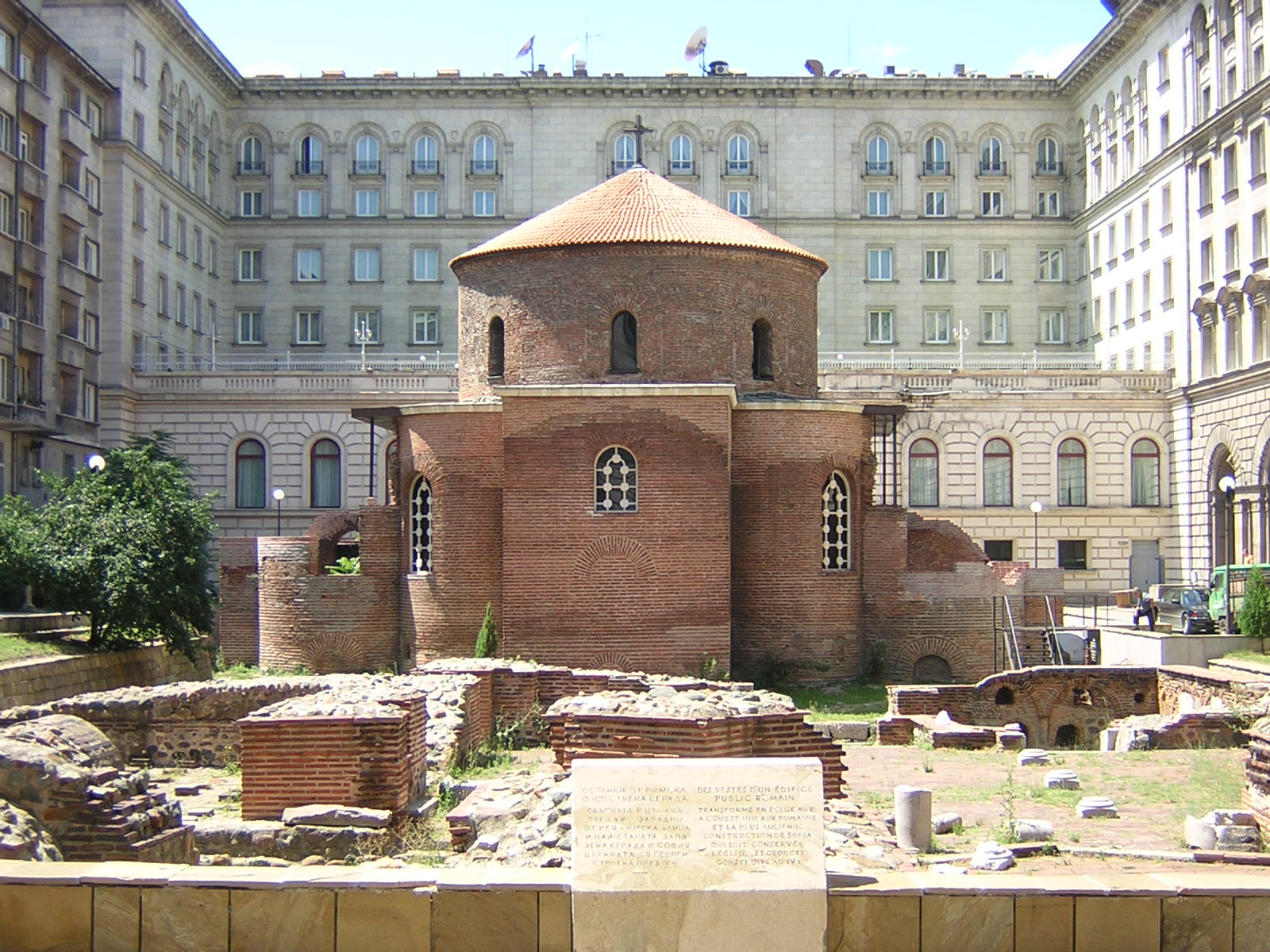
Ротонда Св. Георгія
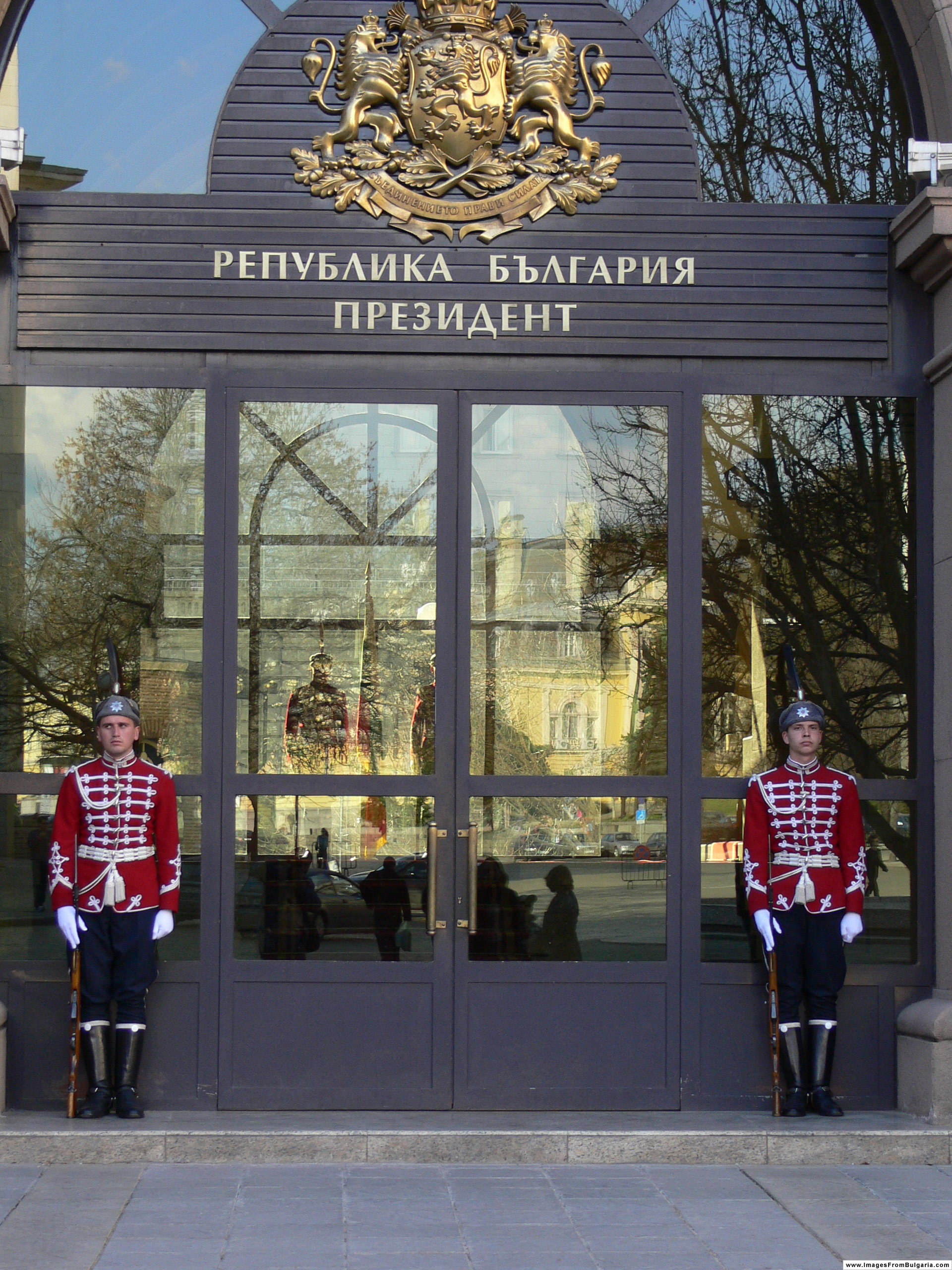
Охоронці перед головним входом до канцелярії Президента